# Park Narodowy Basse-Casamance
Park Narodowy Basse-Casamance (fr. Parc National de la Basse-Casamance) – park narodowy w południowym Senegalu, w regionie Casamance niedaleko granicy z Gwineą Bissau, założony w 1970 roku. Obejmuje około 50 km² zróżnicowanego krajobrazu – od wilgotnych lasów równikowych w postaci lasu galeriowego przez namorzyny aż po otwarte przestrzenie sawannowe.
Park jest obecnie zamknięty ze względu na fakt, że teren ten został zaminowany w związku z niepokojami społecznymi w regione Casamance. Z tego samego względu nie prowadzi się tu też obecnie badań naukowych i nie wiadomo dokładnie, jakie gatunki fauny stale zamieszkują ten obszar. Przed zamknięciem parku spotykało się tu jednak bawoły leśne, gerezy, buszboki, krokodyle, jeżozwierze i lamparty. 